# Protoanthicus valenciai
Protoanthicus valenciai es una especie de coleóptero de la familia Anthicidae.

## Distribución geográfica
Habita en Chile.